# Huai'an
Huai'an (xinès: 淮安; pinyin: Huái'ān), anomenada Huaiyin (xinès simplificat: 淮阴; xinès tradicional: 淮陰; pinyin: Huáiyīn) fins al 2001, és una ciutat-prefectura a la província de Jiangsu, a la Xina oriental. Huai'an es troba gairebé directament al sud de Lianyungang, al sud-est de Suqian, al nord-oest de Yanxeng, gairebé directament al nord de Yangzhou i Nanjing i al nord-est de Chuzhou (província d'Anhui).
Segons el cens de 2010, la municipalitat tenia 4.799.889 habitants, dels quals 2.494.013 vivien en quatre districtes urbans.

## Història

### Prehistòria
La mitologia xinesa explica que Yu el Gran, el líder xinès amb una habilitat llegendària per a les tècniques de control d'inundacions, domava constantment el riu Huai a la zona de Huai'an.
A la zona s'han trobat rastres de les activitats dels antics xinesos que vivien fa uns 5.000 a 6.000 anys. La més famosa d'aquestes és la civilització del turó de Qingliangang (青莲岗文化).

### Dinasties Xia, Shang i Zhou
La zona s'havia desenvolupat adequadament i va liderar la Xina en la comoditat del transport i el reg. El desguàs de Gangou (la secció del Gran Canal de la Xina entre Huai'an i Yangzhou) connectava el riu Iang-Tsé i la regió del delta del riu Huai. La carretera Qian i la carretera Shan que travessaven la regió arribaven al sud i al nord de la Xina. Així, Huai'an va ser una àrea crítica per a diversos estats forts durant el període de les Primaveres i Tardors. La regió va ser ocupada pels estats Wu, Yue i Chu, un darrere l'altre.

### Dinasties Qin i Han
Després que la dinastia Qin consolidés tots els estats de la Xina, el sistema de comtats es va promoure a tota la Xina. El comtat de Huaiyin (actualment la ciutat de Matou del districte de Huaiyin), el comtat de Xuyi (actual ciutat del nord del comtat de Xuyi) i Dongyang (actual Maba del comtat de Xuyi) es van construir a la regió.
En un moviment de grangers rebels durant els darrers anys de la dinastia Qin, la gent de Huai'an va donar suport a les forces rebels, inclòs el famós líder de la milícia Han Xin, que va ser molt honrat per la seva valentia i fets meritoris.
A l'època de la dinastia Han Occidental, es van construir el comtat de Huaipu (actual comtat de Lianshui occidental), el comtat de Sheyang (avui al sud-est del districte de Huai'an) i el comtat de Fulin (avui sota l'aigua del llac Hongze).
Durant les dinasties Qin i Han, es van fer grans millores, especialment en el regadiu, a l'agricultura i la indústria manufacturera. En els últims anys de la dinastia Han de l'Est, el governador de Guanglin, Chen Deng, va construir els dics de Gaojiayang (actualment els dics del llac Hongze). Aquestes 30 milles de dics mantenien fora de les aigües de les inundacions i protegien les terres de cultiu. També va construir l'estanc de Pofu per al reg agrícola. Els aparells de ferro i la ramaderia de toros estaven molt estesos. Tot i que es van produir unes quantes guerres i batalles, l'agricultura, el transport i la logística van progressar bastant. La carretera construïda pel primer emperador Qin va travessar la regió, i el camí oest del desguàs de Gaogou, construït per Chen Deng, va millorar el trànsit entre el Iang-Tsé i la zona del riu Huai.
L'artesania i els negocis també es van desenvolupar durant aquest període, mentre que la cultura i les arts també estaven a nivells alts. L'ensenyament va florir durant la dinastia Han, i van aparèixer molts artistes famosos: per exemple, els compositors de textos Han Mei Chen i Mei Gao, i Chen Lin, un dels Set Estudiosos de Jian'an.

### Dinasties Ming i Qing
La tomba de l'avantpassat de la dinastia Ming (明祖陵) es troba al comtat de Xuyi, antigament Sizhou. Aquest lloc va ser escollit per a la tomba perquè el fundador de la dinastia Ming, Zhu Yuanzhang (1328-1398), també conegut com Hongwu (1368-1398), va ser concebut a la ciutat de Xuyi de Huai'an, i el seu avi hi va morir, mentre que la seva família es va traslladar de Sizhou a Fengyang, a Anhui. Aquí van ser enterrats tres dels avantpassats de l'emperador Hongwu, el seu avi, el seu besavi i el seu rebesavi. Avui el lloc de la tomba presenta una via sagrada (shen dao) amb una de les col·leccions més impressionants d'estàtues de pedra de la dinastia Ming de tota la Xina.
Durant el regnat de l'emperador Kangxi a la dinastia Qing es va construir per primera vegada el jardí clàssic Qing Yan.

## Geografia
La major part de la zona de la ciutat de Huai'an es troba a la plana de Jianghuai. Hi ha uns quants turons dins del comtat de Xuyi, i l'altitud més alta a Huai'an és de 200 m. Huai'an destaca per la seva gran quantitat de llacs, rius i canals. Les vies navegables més famoses inclouen el Gran Canal Beijing-Hangzhou i el riu Huai. El llac Hongze, el quart llac d'aigua dolça més gran de la Xina, es troba al sud-oest de la ciutat de Huai'an. Cap al sud, també hi ha diversos llacs més petits.

## Personatges il·lustres
Huai'an és una ciutat relativament petita en termes xinesos, però ha donat lloc a tres persones importants de la història xinesa: 
- Han Xin, famós general que va ajudar a fundar la dinastia Han,
- Wu Cheng'en (1500–1582, dinastia Ming), novel·lista, autor de Viatge a l'Oest; i
- Zhou Enlai (1898–1976), destacat líder del Partit Comunista Xinès, primer ministre de la República Popular de la Xina des de 1949 fins a la seva mort.